# Théodore Martin
Pour les articles homonymes, voir Martin.
Scènes principales
Ballet royal suédois
Théodore Martin est un danseur français né à Paris le 30 avril 1814 et mort à Stockholm le 16 avril 1870.
Élève de la danse à l'Opéra de Paris en 1827, il poursuit sa formation en France, avant d'être engagé par Auguste Bournonville comme maître de ballet du Ballet royal suédois le 1er septembre 1862. Il y restera jusqu'en 1870, après avoir chorégraphié nombre de ballets et de divertissements d'opéras.